# Sorocostia strictalis
Sorocostia strictalis är en fjärilsart som beskrevs av Philipp Christoph Zeller 1872. Sorocostia strictalis ingår i släktet Sorocostia och familjen trågspinnare. Inga underarter finns listade i Catalogue of Life.